# Sorano
Sorano ist eine kleine mittelalterliche Stadt mit 3032 Einwohnern (Stand 31. Dezember 2023) der italienischen Provinz Grosseto in der Toskana.

## Geografische Lage

Lage von Sorano in der Provinz Grosseto

Die Stadt liegt in der südlichen Toskana, im äußersten Osten der Hochmaremma, am Hang eines Tuffsteinhügels über dem Fluss Lente, der hier von den kleineren Wasserläufen Cercone und Castelsereno gespeist wird. Wie Pitigliano und Castell’Azzara ist sie eine der „Tuffsteinstädte“ (città del tufo).
Zur Gemeinde gehören folgende Siedlungen: Castell’Ottieri, Cerreto, Elmo, Montebuono, Montevitozzo, Montorio, San Giovanni delle Contee, San Quirico, San Valentino und Sovana.
Nachbargemeinden sind Acquapendente (VT), Castell’Azzara, Latera (VT), Manciano, Onano (VT), Pitigliano, Proceno (VT) und Semproniano. Im Osten grenzt Sorano an die Region Latium. Die Entfernung zur Provinzhauptstadt Grosseto beträgt etwa 80 km. Nach Rom sind es etwa 150 km, Siena ist etwa 100 km und Florenz etwa 180 km entfernt.

## Geschichte
Das Felsplateau von Sorano war vermutlich seit der Bronzezeit besiedelt. Zur Zeit der Etrusker war das Gebiet sicher besiedelt, der etruskische Name der Siedlung ist allerdings nicht überliefert. Der heutige Ortsname leitet sich vermutlich von dem lateinischen Namen einer etruskischen Gottheit, Pater Soranus her. Sorano wurde in der Römerzeit durch das Municipium von Sovana verwaltet.
Im Mittelalter war die Stadt im achten Jahrhundert unter langobardischer Herrschaft. 862 ging sie in den Besitz der Grafen Aldobrandeschi über. Diese wurden 1312 von dem Geschlecht der Orsini als Herrscher abgelöst, die die Stadt wiederum 1604 an die Medici abtreten mussten. 1737 kam die Stadt unter die Herrschaft des Hauses Habsburg-Lothringen.
Die Erosion des Tuffsteinfelsens, der die Bausubstanz der Stadt mit betraf, führte zu einem allmählichen Niedergang der Stadt. In den letzten Jahren wurde Sorano als Touristenziel wieder aufgewertet.

## Sehenswürdigkeiten
- Die Kirche Collegiata di San Niccolò wurde bereits 1276 erwähnt.
- Der Ort verfügt über zwei mittelalterliche Befestigungsanlagen, die Fortezza Orsini und den Masso Leopoldino.
- Der zur Fortezza Orsini gehörende Orsinipark ist nur noch teilweise erhalten, einige Skulpturen und die Reste eines Brunnens sind noch sichtbar.
- Der Palazzo Comitale ist ein gut erhaltener Renaissancepalast, der den Orsini als Residenz diente.
- Die Porta dei Merli ist ein Stadttor, das früher mit einer Zugbrücke ausgestattet war und mit Wappen verziert ist.
- Außerhalb der Stadt gibt es eine Reihe von Höhlen zu sehen, die von den Etruskern und Römern genutzt wurden. Am bekanntesten dabei ist die Nekropole von San Rocco.
- Ebenfalls außerhalb der Stadt befinden sich mehrere Via Cave, Wegsysteme der Etrusker, die in den Tuffstein gegraben wurden.

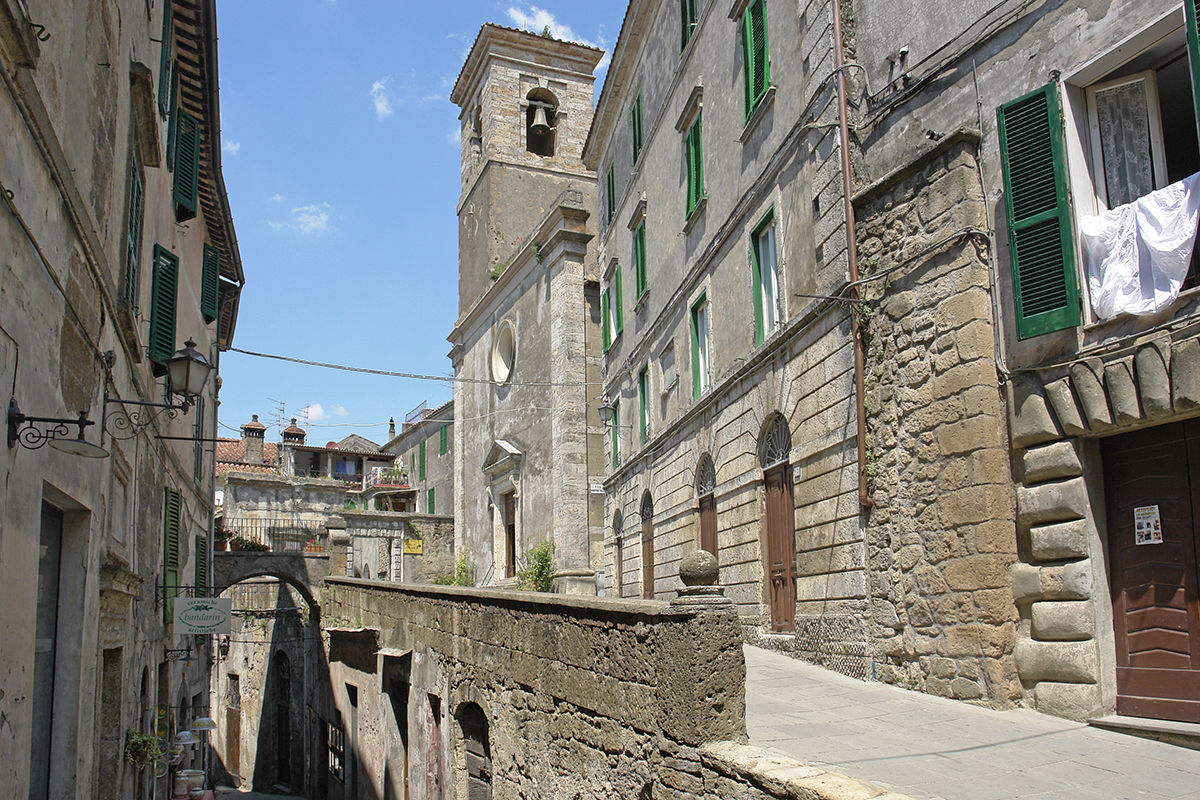
Altstadtblick zur Collegiata di San Niccolò
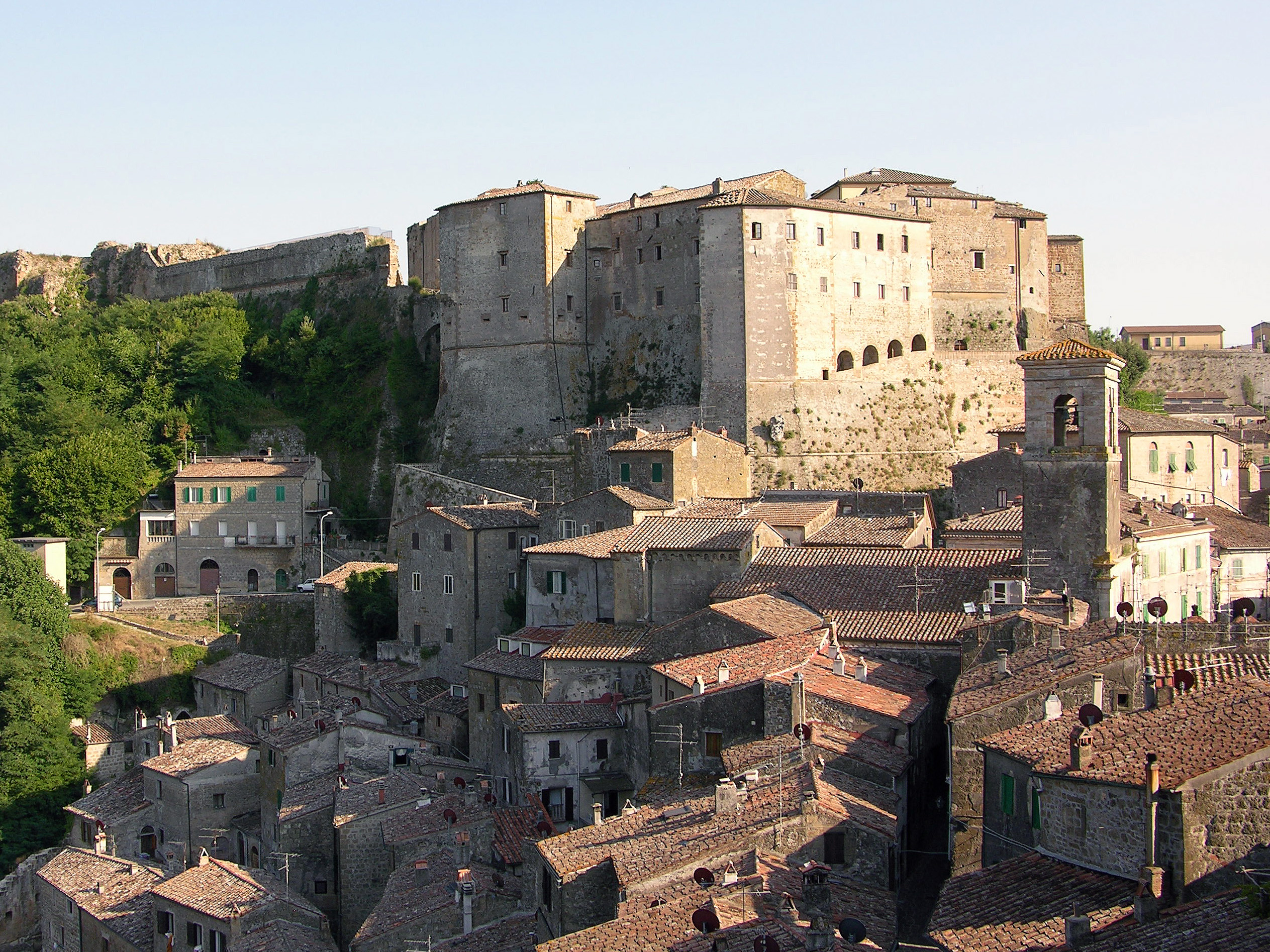
Stadtansicht mit Fortezza Orsini
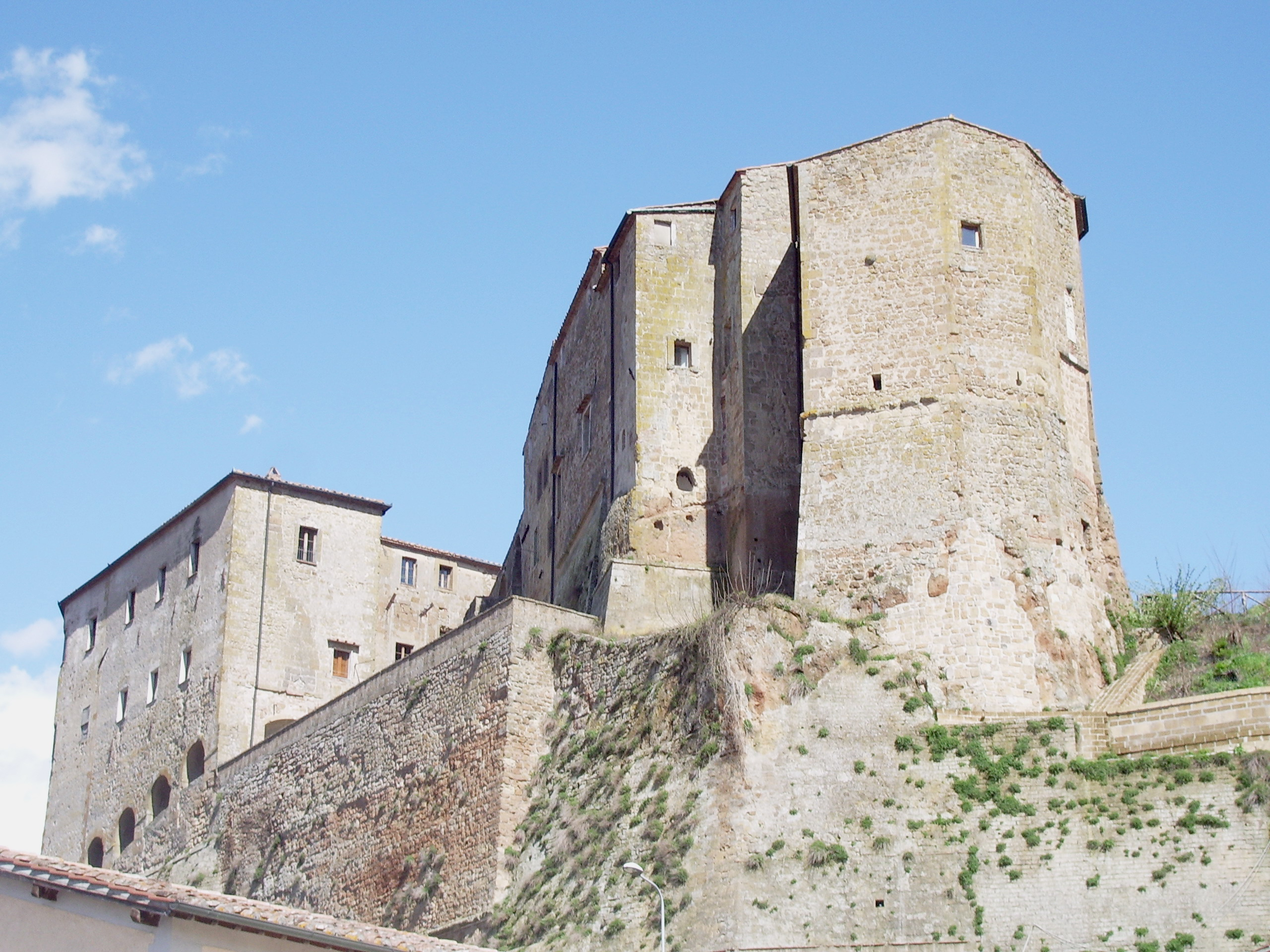
Fortezza Orsini
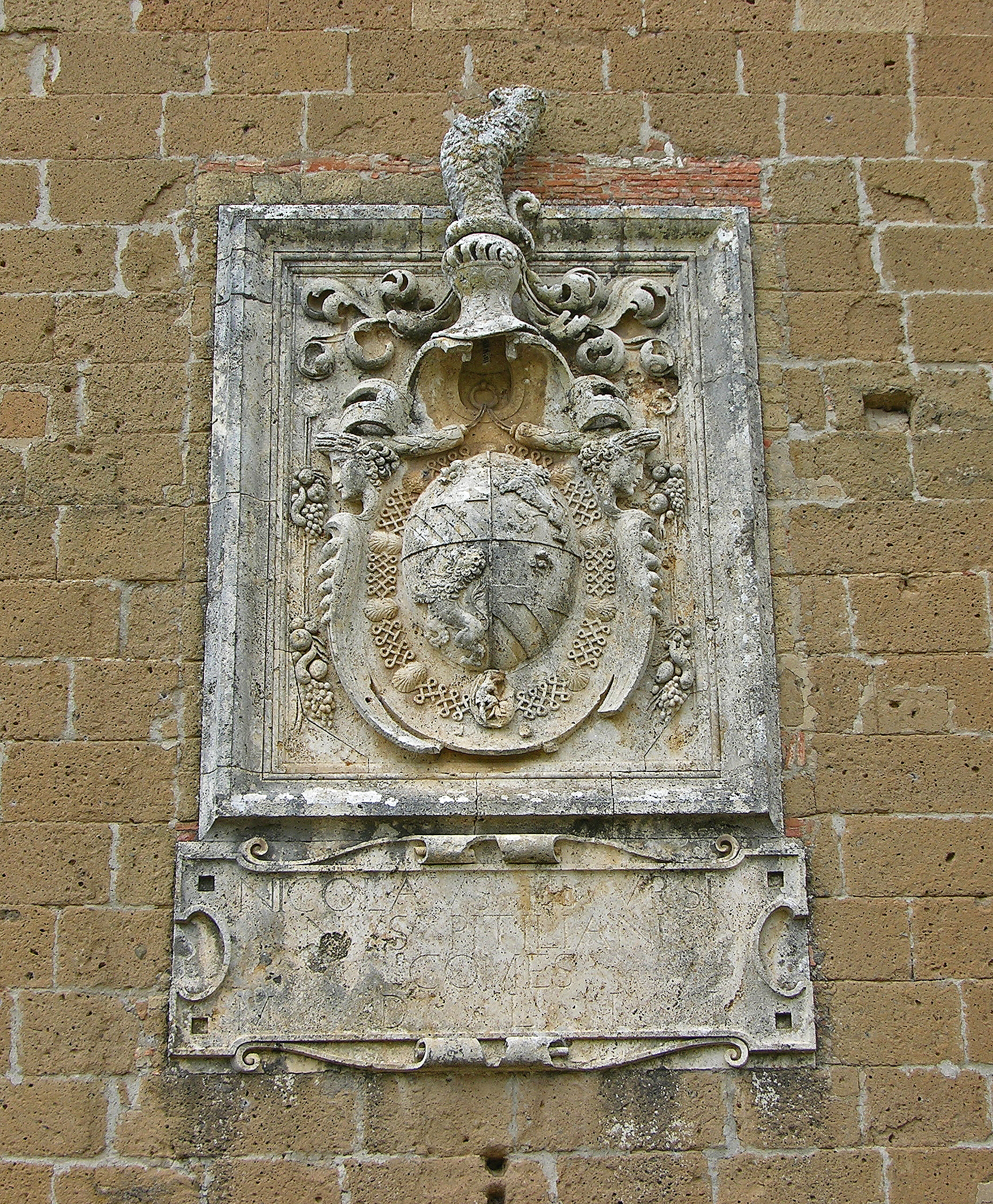
Wappen der Orsini an der Festung
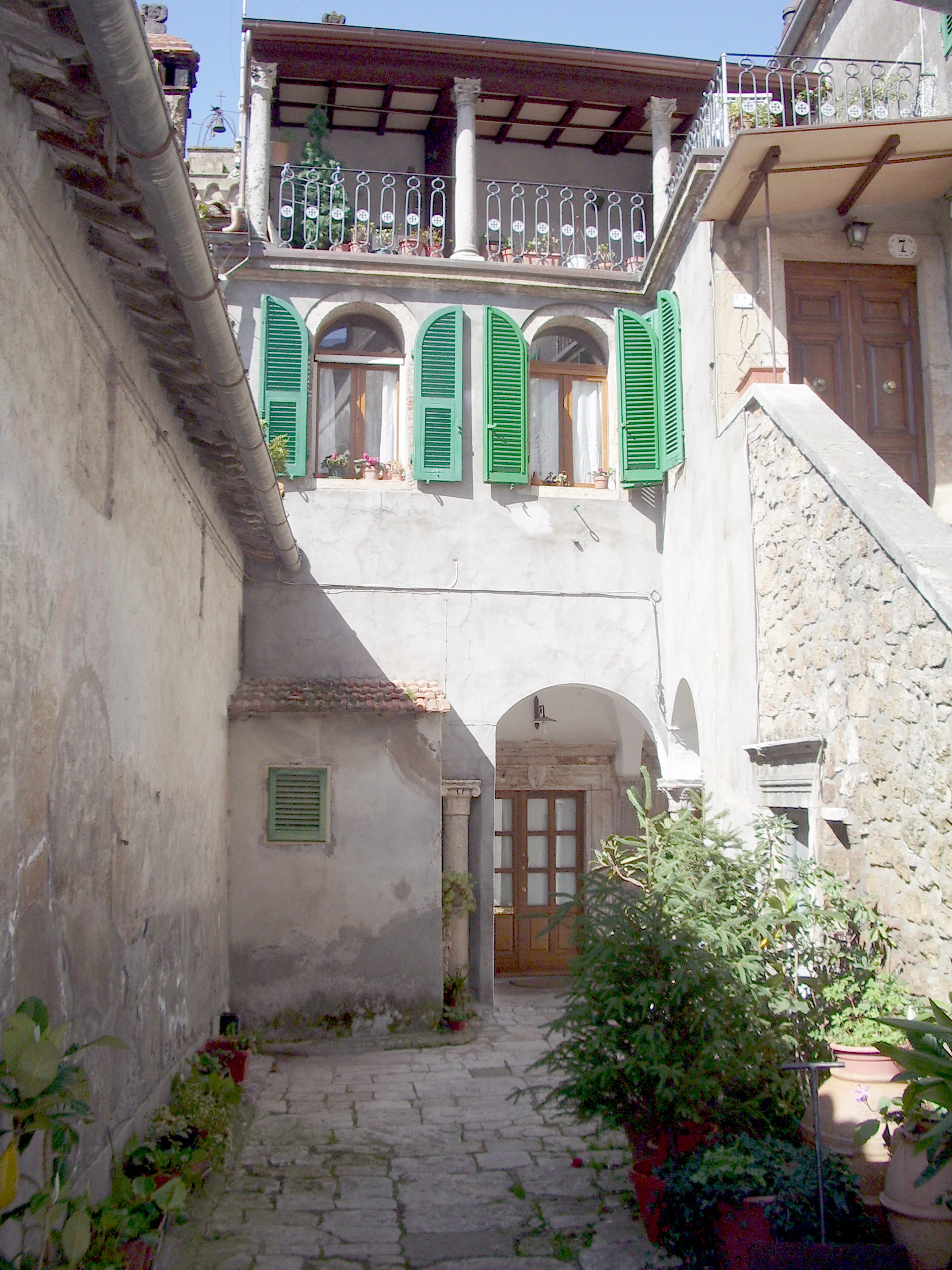
Palazzo Orsini oder Palazzo Comitale
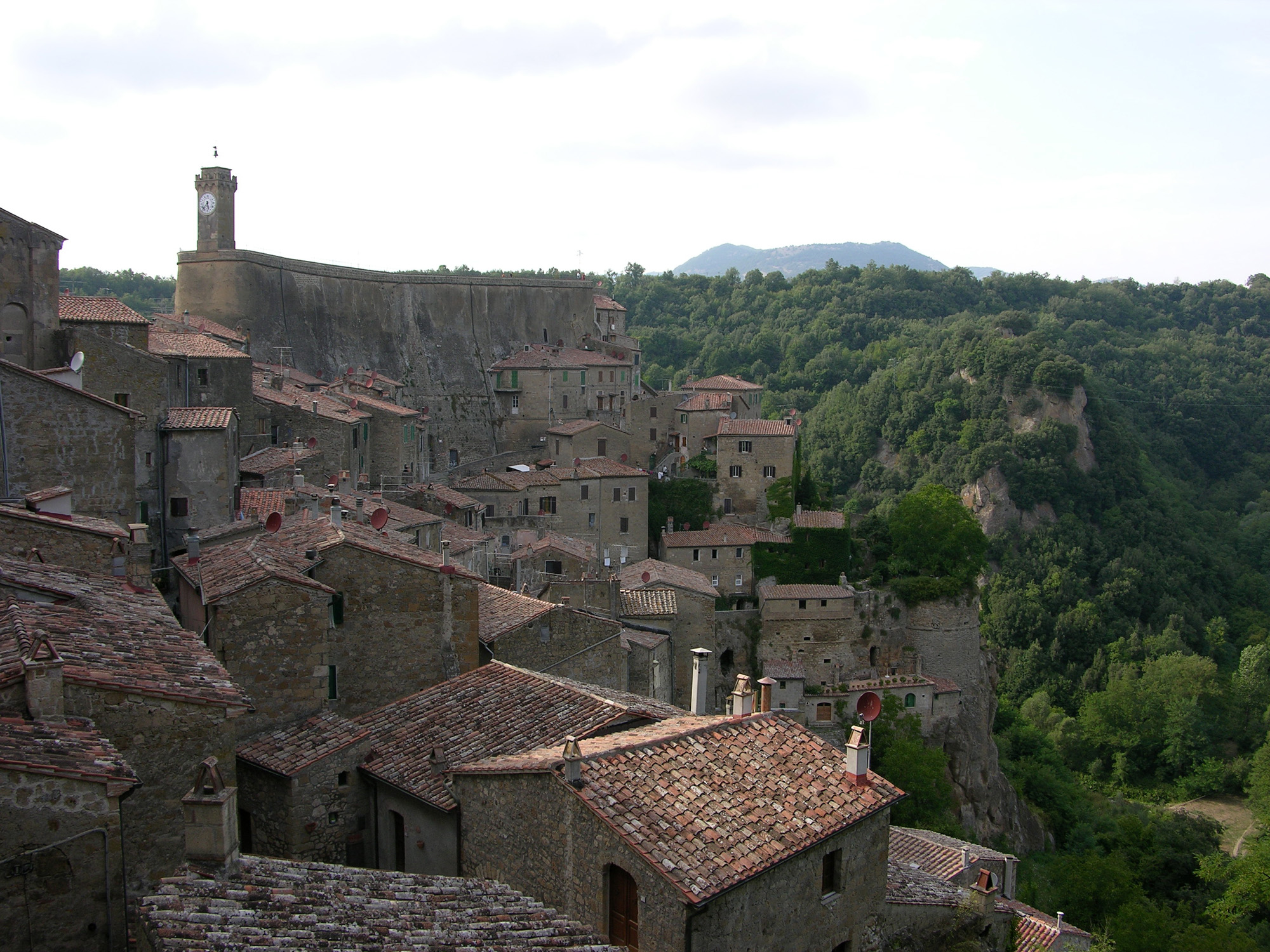
Stadtansicht mit Masso Leopoldino
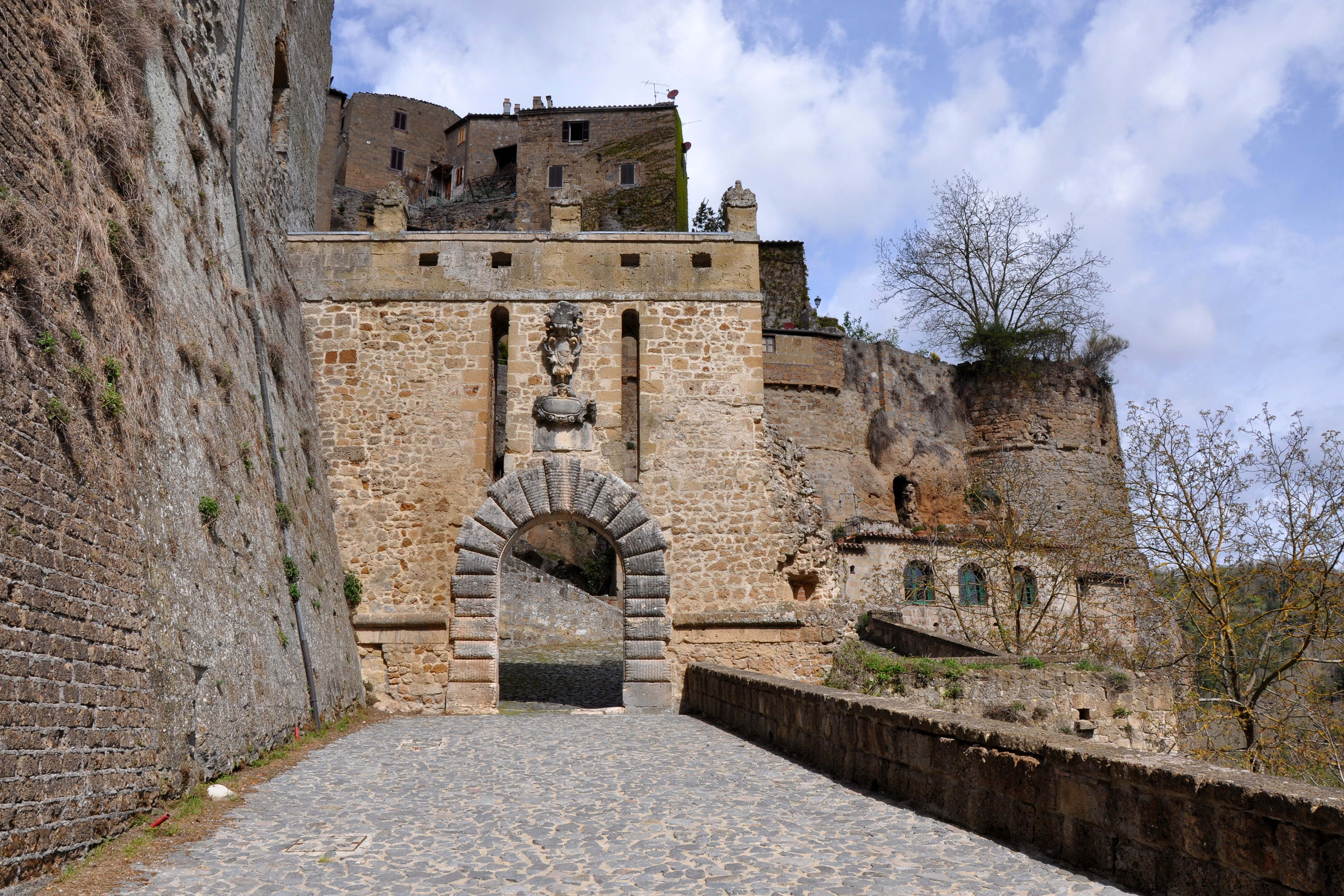
Porta dei Merli
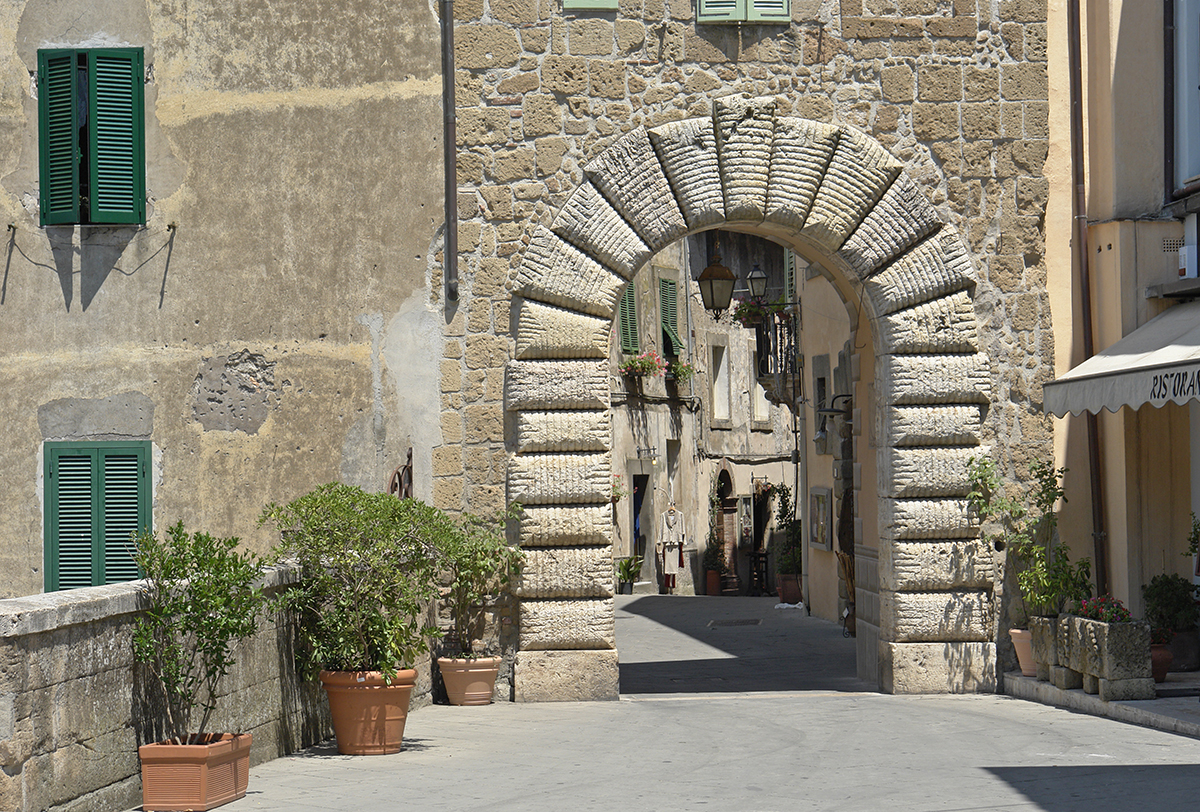
Stadttor Porta di Sopra

## Persönlichkeiten
- Im zu Sorano gehörenden Dorf Sovana wurde Hildebrand von Soana aus dem Geschlecht der Aldobrandeschi, der spätere Papst Gregor VII., um 1020 geboren. Er spielte eine bedeutende Rolle im Investiturstreit (Gang nach Canossa).
- Angelo Comastri, Kurienkardinal der römisch-katholischen Kirche, ist 1943 in Sorano geboren.